# Kalendarium historyczne Głodna
Głodno – wieś położona 9 km na NW od Opola Lubelskiego, około 65 km na NE od klasztoru świętokrzyskiego, 3 km na SE od klucza Kalendarium Braciejowickiego dóbr i włości klasztornych.
Nazwy własne miejscowości w dokumentach źródłowych
1270n. – „Głodno”, 1531 n. – „Głodno”
Podległość administracyjna
- 1351 ziemia sandomierska[3] 1442 powiat lubelski[4], 1827 powiat kazimierski[5]
- 1470-80 i dalej parafia Piotrawin (Długosz L.B. t. II, s. 562). Od 1827 parafia Gołąb[5]

## Topografia i granice
- 1470-80 graniczy z Kamieniem i Łaziskami (Długosz L.B. t.III s. 242);
- 1496 podkomorzy lubelski Otto z Pilczy i Kraśnicy ponownie rozgranicza wieś Głodno od wsi Janiszów. Granica wiedzie od kopca przy dużym potoczku koło drogi z Janiszowa do → Niedźwiady przy granicy z Łaziskami, zaroślami i bagnami przy Jurkowym Polu (Jurkowe polye), Psią Górą (Pszya góra) do małego potoczku, łąkami i polami do drogi z Janiszowa do Głodna, łąkami i polami do granicy wsi Kamień[6],
- 1496 – Głodno graniczy z Janiszowem: kopiec przy potoczku koło drogi z Janiszowa do Niedźwiady przy granicy z Łaziskami, krzakami i bagnami przy Jurkowym polu, Psią górą do potoczka, polami i łąkami do drogi z Janiszowa do Głodna i polami do granicy Kamienia[7]
- 1537 – Piotr z Bystrzejowic sędzia i Andrzej Lasota z Łopiennik podkomorzy i podsędek ziemski lubelski określają granicę między Słupczą i Niedźwiadą należącymi do Jana Łukaszowica a włościami klasztoru świętokrzyskiego, to znaczy Braciejowicami, Głodnem i Niedźwiadą (dziś Niedźwiada Duża i Niedźwiada Mała).
- 1637-9 – rozgraniczenia z Janiszowem[8]
- 1660 – graniczy z wsią Kamień[9]
- 1680,1780 – w latach tych następuje rozgraniczenie dóbr klasztoru świętokrzyskiego obejmujące: Boiska, Goszcza, Braciejowice i Głodno od Solca, Woli Soleckiej, Kamienia i Janiszowa
- 1778 – graniczy z dobrami klasztoru świętokrzyskiego – Kłudzie i wsią Kamień[10]
- 1780 – rozgraniczenie Głodna i  Maciejowic od Solca[11][12]
- 1789 – graniczy z wsią Kamień[13]

## Kalendarium
Własność klasztoru świętokrzyskiego
- 1270 – Bolesław Wstydliwy potwierdza opactwu świętokrzyskiemu posiadanie między innymi Braciejowic i Głodna. Uwalnia mieszkańców od podejmowania piekarzy i piwowarów, od pogoni, wypraw z wyjątkiem przeciw poganom, budowy grodów z wyjątkiem Sandomierza, ceł, jurysdykcji kasztelańskiej i ich sędziów[14].
- 1286 – Leszek Czarny potwierdza z pewnymi zmianami wyżej wymienione przywileje, między innymi zwalniając mieszkańców Braciejowic, Głodna i Ciepłej od wyżej wymienione powinności[15].
- 1351 – Kazimierz Wielki przenosi na prawo średzkie imiennie wymienione posiadłości klasztoru świętokrzyskiego, w tym Braciejowice, Głodno i Zakrzów[16].
- 1427 – opat świętokrzyski Mikołaj przeznacza na utrzymanie konwentu między innymi wsie Braciejowice, Głodno i Zakrzów oraz jaz[17].
- 1428 – Andrzej z Krępy na polecenie opata świętokrzyskiego rozstrzyga w dworze opata w Braciejowicach spór między Goworkiem z Chobrzan a kmieciami z Głodna oskarżonymi o spowodowanie utonięcia w Wiśle 21 dzikich koni, czyli „swerzepicze”, należących do Goworka
- 1442 – Władysław Warneńczyk przenosi na prawo średzkie imiennie wyliczone posiadłości opactwa świętokrzyskiego, w tym Braciejowice, Głodno  i Zakrzów[18][19].
- 1470-80 – należy do klasztoru świętokrzyskiego. 11 lub 15 łanów kmiecych 3 karczmy z rolą. Kmiecie płacą po 6 gr czynszu. Pozostałe świadczenia jak w → Braciejowicach. 2 karczmy płacą po 1 wiard., a jedna 18 gr czynszu (Długosz L.B.t. III 242; II 562);
- 1529 – należy do stołu konwentu, czynsz 1,5 grzywny (LR 350);
- 1531-3 – pobór z 3 łanów[20][21][22]
- 1553 – Zygmunt August przenosi na prawo niemieckie wyliczone posiadłości klasztoru świętokrzyskiego, w tym Braciejowice, Głodno i Zakrzów → Kalendarium Braciejowice;
- 1626 – własność klasztoru świętokrzyskiego., dzierżawcą był Marek Radoszewski[a] płaci pobór z 3 łanów osiadłych i od 3 komorników bez bydła[23]
- 1650 – konwent świętokrzyski daje pobór z 29 dymów, od 6 kmieci na 3 łanach i 1 komornika bez bydła[24]
- 1651 – należy do stołu konwentu -  było 4 kmieci, 8 półrolnych, 9 zagrodników 14 chałupników, 8 komorników i karczma. Wszyscy płacą czynsz na ś. Marcina [11 XI], kmiecie po 6 groszy półrolni po 3 grosze zagrodnicy po 5 groszy chałupnicy po 1 groszu a karczmarz 20 florenów. Ponadto kmiecie dają po 30 jaj, 2 kapłony, 6 mat, 1 korzec chmielu i 1 korzec żołędzi, zagrodnicy po 10 jaj, chałupnicy po 1 korcu, a komornicy po 0,5 korca żołędzi. Pańszczyzna i pomocne jak w Boiskach
- 1676 – własność konwentu, był także jeden członek familii, 87 osób czeladzi dworskiej i poddanych[25]
- 1787 – wieś liczy 160 mieszkańców[26]
- 1789 – własność klasztoru świętokrzyskiego, przynosi 716 złotych i 25 groszy dochodu[27]
- 1819 – wieś z folwarkiem należy do stołu konwentu, we własnej administracji mnichów[28]
- 1827 – we wsi było  87 domów i 541 mieszkańców[29]

### Powinności dziesięcinne
Dziesięciny należą do klasztoru świętokrzyskiego
- 1470-80 – z wszystkich ról dziesięciny snopowe i konopne wartości do 2 lub do 6 grzywien dowożą klasztorowi świętoktrzyskiemu (Długosz L.B. t.II 242-3,t.III 562);
- 1542-3 – z powodu zniszczeń spowodowanych przez wylew Wisły wieś nie oddaje klasztorowi świętokrzyskiemu dziesięcin[30][b]
- 1652 – dziesięcina snopowa należy do stołu konwentu[31]
- 1819 – dziesięcina snopowa o wartości 72 zł należy do stołu konwentu[32]

## Archeologia
W trakcie badań Archeologiczne Zdjęcie Polski na terenie Głodna umiejscowiono ślady materialne osadnictwa  z przełomów VIII-IX i XI-XIII.